# Manuscrisul aramaic Crawford al Noului Testament
Manuscrisul aramaic Crawford al Noului Testament este un manuscris aramaic din secolul al XII-lea care conține 27 de cărți ale Noului Testament. Acest manuscris este notabil datorită cărții lui finale, Apocalipsa, fiind singurul manuscris supraviețuitor al oricărei versiuni aramaice a Cărții Apocalipsei, altfel lipsă din Noul Testament Siriac Peșitta. Cinci cărți au fost traduse în limba siriacă mai târziu pentru Noul Testament Harklean.
Este ținut în ‭Biblioteca ‬John Rylands‭ di‬n Manchester,‭ și‬ este uneori denumit ‭"Manuscrisul ‬Crawford‭" deoarece așa este inscripționat pe fâșia posterioară după ce anterior a fost în biblioteca colecționarului de manuscrise orientale‭ Alexander Lindsay,‭ ‬al XXV-lea Conte of Crawford‭, Conte de Crawford și Balcarres‭‬.‭ Bibliotheca Lindesiana‭ a fost vândută de‭ ‬James Lindsay,‭ ‬al XXVI-lea Conte de Crawford la ‬Enriqueta Rylands‭ î‬n‭ ‬1901,‭ și încă mai sunt alte manuscrise din colecția lui Earl colectate la Biblioteca John Rylands, așa denumite Manuscrisele Crawford,‭ ‬inclusiv‭ "Codex ‬Crawford‭", o traducere în‬ limba latină a Almagestului din‬ limba arabă de‭ ‬Gerhard din Cremona.‭
Siriacistul irlandez‭ ‬John Gwynn‭ ‬având completată o ediție a ‭Epistolelor catolice‭‬,‭ totodată lipsite din 20 manuscrise ale ‬Peșitta,‭ (‬1893‭) a folosit acest‬ singur manuscris să suplimenteze lipsita Carte a Apocalipsei‭ (‬1897‭)‬.‭ Edițiile lui ‬Gwynn cuprind a III-a și secțiunea finală ale textului Peshitta 1905‭ ale Societăților Biblice‬,‭ încă ediția ‬standard a cercetătorilor biblici astăzi.‭ ‬ ‬Bazând opiniile sale pe mărturia lui Moise de Aghel,‭ ‬Gwynn considera că Filoxenus‭' C‬orEpiscopus‭ ‬Polycarpus a făcut o nouă traducere din ‭Noul Testament Grec‭ a cărții lipsă‬.‭

## Textul Noului Testament aramaic‮
Manuscrisul aramaic conține unele diferențe notabile din limba greacă,‭ ‬indicând variante grecești originale sau confliație.

## O pagină din codex
Legendă: Culoare Roșu: Textul Societății Biblice. Culoare Albastră: Textul doar în Crawford Codex. 
| - Transcripție la Codex CRAWFORD, cu puncte de vocalizare clasice, Pagina 120, Apocalipsa lui Ioan, rubrica introductivă. Autor: Ioan. | - Transliterare la Codex CRAWFORD, cu puncte de vocalizare, Pagina 120, Apocalipsa lui Ioan, rubrica introductivă. Autor: Ioan. |